# Franciscus Gerard van Bloemen Waanders
Franciscus Gerard van Bloemen Waanders (Antwerpen, 5 juli 1825 - Breda, 22 juli 1892) was een zeer conservatieve minister van Koloniën in het kabinet-Heemskerk Azn. Hij was een Oud-Indisch ambtenaar en bestuurder. Bij de formatie was hij tweede keuze. Zijn plannen vonden geen bijval in de Tweede Kamer en al na een half jaar dwong die hem door verwerping van de Indische begroting tot aftreden.

## Loopbaan
Franciscus werd op 4 juli 1825 te Antwerpen geboren als zoon van Henri Louis van Bloemen Waanders en Elisabeth Antoinette Reijntjes. Op 13 mei 1837 kwam hij op 12-jarige leeftijd in Indië aan. Zijn eerste functie die staat vermeld is opziener 1e klasse bij de waterstaat en gebouwen. Op 14 maart 1847 werd hij benoemd tot 3e commies bij de directie der cultures. Op 7 maart 1847 werd hij bevorderd tot 2e commies en werd hem in 17 december 1848 het radicaal van Indisch ambtenaar verleend. Op 17 december 1851 werd hij bevorderd tot 1e commies bij de directie der cultures. In september 1854 werd hij bevorderd tot hoofdcommies bij dezelfde afdeling. Op 22 september 1859 werd hij inspecteur der cultures. Op 14 november 1864 werd hij benoemd tot resident van Madioen. Op 6 maart 1866 werd hij echter geplaatst als resident van Cheribon. Op 15 juli 1867 werd hij benoemd tot directeur van het Binnenlands Bestuur. Op 1 januari 1870 kreeg hij tweejarig verlof naar Nederland wegens ziekte. Op 15 mei 1872 uitte de regering haar ontevredenheid over hem wegens het niet tijdig afdoen van stukken. Op 2 augustus 1872 kreeg hij eervol ontslag met een jaarlijks pensioen van f 6240. Op 22 april 1883 werd hij benoemd tot minister van Koloniën in het kabinet-Heemskerk Azn. Toen hij de Indische begroting niet door de kamer kreeg werd hij gedwongen om op 25 november 1883 af te treden. Hij overleed uiteindelijk op 22 juli 1892 te Breda.

https://www.nationaalarchief.nl/onderzoeken/archief/2.10.36.22/invnr/901/file/NL-HaNA_2.10.36.22_901_020 Rechten CC0
1. ↑  "Stamboek Ambtenaar".
2. ↑  "Overlijdensakte".